# The Sexuality of Bereavement
The Sexuality of Bereavement – singel brytyjskiego zespołu My Dying Bride wydany w 1994 roku przez wytwórnię płytową Peaceville.

## Lista utworów
| Nr | Tytuł utworu                    | Długość |
| -- | ------------------------------- | ------- |
| 1. | „The Sexuality of Bereavement”  | 8:06    |
| 2. | „The Crown of Sympathy” (remix) | 7:08    |
|    |                                 | 15:14   |

## Twórcy
- Aaron Stainthorpe – śpiew
- Andrew Craighan – gitara
- Calvin Robertshaw – gitara
- Adrian Jackson – gitara basowa
- Martin Powell – skrzypce, instrumenty klawiszowe
- Rick Miah – perkusja
- Paul "Hammy" Halmshaw – produkcja